# Ryan Cooper
Ryan Cooper es un actor y modelo australiano nacido el 3 de abril de 1986 en Puerto Moresby, Papúa Nueva Guinea. Es conocido por interpretar a Bruce Hunter en One Life to Live, a Piers en Julia y a Jake Bolin en Eye Candy.

## Biografía
Cooper nació en Puerto Moresby, Papúa Nueva Guinea, hijo de misioneros australianos. Fue criado en Brisbane, Australia. Pasó seis años en Vanuatu y diez años en Auckland, Nueva Zelanda, donde después de terminar la escuela secundaria, trabajó como carpintero durante seis años.
Cooper está casado con la modelo Lizzy Barter. con la que tiene una niña nacida en mayo de 2017 llamada Grace Rose.

### Carrera
Cooper firmó su primer contrato como modelo mientras trabajaba como carpintero. En 2008 ganó fama internacional al participar en una campaña para DKNY Jeans. También ha participado en campañas para Armani Exchange, Hugo Boss, Trussardi Jeans, Esprit, Paramount Pictures, Garnier, Macy y Just Jeans.
En 2013, debutó en televisión en el serial televisivo One Life to Live, donde interpretó a Bruce Hunter. Ha participado como invitado en series televisión tales como Living in Exile y Last Week Tonight with John Oliver. Ha participado en películas como Julia, donde interpretó a Piers; y Digital Physics. También escribió el cortometraje Left Behind.
En 2014, fue elegido para aparecer de forma recurrente en la serie de MTV Eye Candy, donde interpreta a Jake Bolin, interés amoroso de Lindy Sampson (Victoria Justice).

## Filmografía
| Cine       | Cine             | Cine              | Cine                   |
| Año        | Película         | Rol               | Notas                  |
| ---------- | ---------------- | ----------------- | ---------------------- |
| 2013       | El gran Gatsby   | Extra             | Sin acreditar          |
| 2014       | Julia            | Piers             |                        |
| 2014       | Digital Physics  | Roy               |                        |
| 2014       | Left Behind      | Mickey            | Cortometraje, escritor |
| 2017       | Rough Night      | Estríper          |                        |
| Televisión |                  |                   |                        |
| Año        | Título           | Rol               | Notas                  |
| 2013       | One Life to Live | Bruce Hunter      | 13 episodios           |
| 2014       | Living in Exile  | Brian             | 1 episodio             |
| 2015       | Eye Candy        | Jake Bolin        | Personaje recurrente   |
| 2017       | Confess          | Owen Mason Gentry | Rol principal          |